# Zechmeister Károly
Zechmeister Károly (Győr, 1852. május 21. – Budapest, 1910. január 28.) Győr polgármestere.

## Életpályája
Az evangélikus Zechmeister bábsütő (mézeskalácsos) család ősei a 18. század közepén kerültek Magyaróvárról Győrbe.
Mint polgármester nagy rátermettséggel, rendkívüli energiával látott hozzá a pénzügyek rendezéséhez, az ügyintézés korszerűsítéséhez, a tanács tekintélyének helyreállításához. Városvezetői, hivatali működésének kezdetén választották 1888 tavaszán Kossuth Lajost Győr díszpolgárává. Zechmeister Károly Kossuth Lajos temetésén személyesen vezette a városi küldöttséget. A szabadságharc 50. évfordulóján méltón emlékezett a reformkor és szabadságharc nagy alakjaira, a haladásért és függetlenségért folyó hősi küzdelemre.
A városi közigazgatás mechanizmusának megváltoztatásában, a lakosság tájékoztatásában fontos szerepet szánt az 1889-től induló Győr város Hivatalos Értesítőjének. E rendszeresen megjelenő kiadvány a szorosan vett közigazgatási ügyek, intézkedések mellett a város kulturális és közhasznú intézményeiről, a társadalmi életben felmerült lényeges kérdésekről is hírt adott.
Győr városa gazdaságilag az 1870-es évektől kezdve válságos helyzetbe került. A vasúthálózat kiépülésével azonban Győr fontos közlekedési gócpont lett, kedvező lehetőséget teremtve a válságból történő kilábaláshoz. Zechmeister Károly ezekre az erőkre támaszkodva dolgozta ki nagyszabású városrendezési tervét, s határozott lépéseket tett ennek megvalósítására. Felismerve a kedvező lehetőségeket, Győr városát ipari, kereskedelmi, kulturális központtá kívánta kiépíteni. Szombathellyel, Sopronnal vívott küzdelemben szerezte meg a királyi táblát Győrnek, melynek székháza a mai Szabadság téren épült fel 1892-ben. Az ítélőtábla tisztviselői számára ugyanebben az időben városi bérházak épültek. A 90-es évektől igen jelentős vasúti beruházásokra került sor, melyekhez Baross Gábor közmunka- és közlekedésügyi miniszter, Győr országgyűlési képviselője nyújtott komoly segítséget. Új vasúti pályaudvar, teherpályaudvar, felüljáró-híd jelzik e téren a nagy építkezéseket. 1892-ben új 80 ágyas közkórház építését fogadta el a városi közgyűlés, mely 1895-re épült fel. 1890-ben a kormány 5 új kereskedelmi és iparkamara felállítását határozta el, melyek egyikét Győrött szervezték meg. 1897-ben felépült a Frigyes-laktanya. Az 1890-es évek elején épült újjá a sétatéri nagyhíd és a hosszúhíd.
Zechmeister Károly különösen nagy figyelmet, rendkívüli energiát fordított az igényeknek megfelelő, ugyanakkor a város nagyságát is szimbolizáló új városháza megépítésére. Nagy érdeme, hogy a városfejlődés szempontjából fontos ügyek döntésekor elfogadható indoklással és határozottsággal maga mellé tudta állítani a törvényhatósági bizottsági tagok többségét.
Az 1890-es évek az oktatási intézmények létesítése terén is eredményeket hoztak. 1892-93-ban épült fel a Győri Magyar Királyi Állami Főreáliskola (ma Révai Miklós Gimnázium) új épülete, melynek létesítéséhez 55 000 forinttal járult hozzá a város. Ezt követték a Felső Kereskedelmi Iskola, (ma Baross Gábor Közgazdasági Szakközépiskola) a Magyar Királyi Állami Fa- és Fémipari Szakiskola (ma Jedlik Ányos Informatikai Szakközépiskola és Gimnázium), az I. sz. Polgári Fiúiskola (ma Radnóti Miklós Általános Iskola) alapítása, melyek rövid időn belül új épületet is kaptak.
Zechmeister Károly tervei között talán az első helyet foglalta el Győr ipari nagyvárossá fejlesztése. Megfelelő telekárakkal és adókedvezményekkel indult meg az ipari üzemek létesítésére vállalkozók idecsalogatása. Városfejlődés szempontjából nagy jelentőségű volt 1896-ban a Magyar Vagon- és Gépgyár megalapítása. Ez az ipari üzem mennyiségi és minőségi változást hozott a szakmunkásképzésben, a munkáslétszám növekedésében, a politikai, kulturális és a sportéletben, a lakásviszonyok javulásában. Mindent a városért – ez volt a jelszava. Ennek szentelte az életét, tudását, szellemi erejét. A város érdekében kifejtett tevékenységét kortársai is nagyra becsülték. 25 éves városi szolgálati jubileuma alkalmával 1906-ban ünnepi közgyűlésen köszöntötték a törvényhatósági bizottság és tisztikar tagjai, s munkássága elismeréseként az arcképét ábrázoló domborműves ezüst-plakettel ajándékozták meg. Az állandó megfeszített munka a század elején kikezdte egészségét. 1906. december 31-i hatállyal került nyugállományba. Hivatalának utolsó hónapjait betegen töltötte, így őt az 1906. december 13-án megválasztott Wennes Jenő helyettesítette hivatalában.
Temetésére több ezer városi polgár kíséretében 1910. január 31-én a régi győri köztemetőben került sor. Hamvai ma az új köztemető díszsírhelyén nyugszanak. Halála évében utcát neveztek el róla, mely 1948-ig viselte nevét. A rendszerváltozást követően ismét van utcája Zechmeister Károlynak. 
Felesége Mocsári Irén Margit volt, aki 27 évvel élte túl, 1937. augusztus 22-én hunyt el Budapesten. Fia Zechmeister László vegyészmérnök.

## Munkája
- Győr sz. kir. város 1894. évbeni közigazgatásáról jelentése, Győr. 1895.